# Шуар, Эрнест
Эрнест Шуар (фр. Ernest-Louis Chuard; 31 июля 1857 года, Корсель-пре-Пайерн, кантон Во, Швейцария — 9 ноября 1942 года, Лозанна, Швейцария) — швейцарский политик, президент.

## Биография
Эрнест Шуар с 1882 года преподавал в Академии, затем в университете Лозанны (он был доктором химических наук). В 1911-1912 годах — директор кантональной сельскохозяйственной школы. Шуар является автором многочисленных исследований по земледелию.
С 1890 по 1897 год представлял радикалов в городском совете Лозанны. Поскольку его отец возглавлял правительство округа Пайерн в 1877-1907 годах, Шуару пришлось в 1900 году отказаться участвовать в выборах в кантональное правительство. С 1907 по 1919 год он был членом Национального совета, а в 1909-1912 годах Большого совета кантона Во. В 1912 году избран в Кантональный совет, где возглавлял департамент образования и культуры (1912-1917), а затем департамент сельского хозяйства, торговли и промышленности (1917-1919).
- 1 января — 31 декабря 1915, 19 августа — 31 декабря 1919 — президент Кантонального совета Во.
- 11 декабря 1919 — 31 декабря 1928 — член Федерального совета Швейцарии.
- 1 января 1920 — 31 декабря 1928 — начальник департамента (министр) внутренних дел.
- 1 января — 31 декабря 1923 — вице-президент Швейцарии.
- 1 января — 31 декабря 1924 — президент Швейцарии.